# Dreams In Colour Live
Dreams In Colour Live é um DVD (com CD bónus) do musico e compositor português David Fonseca, de um concerto gravado em Abril de 2008 nos Coliseu dos Recreios em Lisboa. Reproduz o ambiente que David Fonseca concebeu em torno do seu álbum Dreams In Colour: uma forte componente plástica, uma energia invulgar e canções representativas da sua carreira até à data. Inclui ainda uma faixa inédita, Orange Tree.

## Faixas
| Críticas profissionais | Críticas profissionais |
| Avaliações da crítica  | Avaliações da crítica  |
| Fonte                  | Avaliação              |
| ---------------------- | ---------------------- |
| Blitz                  | (favorável) link       |
| Cotonete               | (favorável) link       |

### DVD
1. Mariachi Intro
2. 4th Chance
3. Our Hearts Will Beat as One
4. Song To The Siren / Who are U?
5. SuperStars II
6. Silent Void
7. Kiss Me, Oh Kiss Me
8. Someone That Cannot Love
9. Hold Still (com Rita Redshoes)
10. I See The World Through You
11. Orange Tree
12. Video Killed the Radio Star / The 80’S
13. Adeus, Não Afastes os Teus Olhos dos Meus
14. Dreams In Colour
15. Together in Electric Dreams / A Little Respect

### CD
1. Mariachi Intro
2. 4th Chance
3. Our Hearts Will Beat as One
4. Song To The Siren
5. Who are U?
6. SuperStars II
7. Silent Void
8. Kiss Me, Oh Kiss Me
9. Someone That Cannot Love
10. Hold Still (com Rita Redshoes)
11. I See The World Through You
12. Video Killed the Radio Star / The 80’S
13. Adeus, Não Afastes os Teus Olhos dos Meus
14. Dreams In Colour
15. Orange Tree (Faixa Bónus)

### Extras
O DVD inclui alguns extras como todos os vídeo-clips da carreira a solo de David, comentários dos realizadores e os já famosos Webisódios realizados por David Fonseca e publicados no seu blog, que têm acompanhado a fase Dreams In Colour:
Vídeo-Clips
1. Someone That Cannot Love
2. The 80’S
3. Who are U?
4. Hold Still
5. Our Hearts Will Beat as One
6. SuperStars II
7. Rocket Man
8. Kiss Me, Oh Kiss Me